# Sferificazione
La sferificazione è un processo culinario che consiste nel modellare un liquido in sfere che visivamente e strutturalmente sembrano caviale.
La tecnica fu scoperta negli anni cinquanta dalla multinazionale anglo-olandese Unilever ed adottata dalla cucina modernista del team del ristorante elBulli sotto la direzione dello chef spagnolo Ferran Adrià. Questo processo è uno dei più utilizzati dalla gastronomia molecolare.

## Processo chimico
2NaC6H7O6 + CaCl2 → Ca(C6H7O6)2 + 2NaCl
In sintesi, l'alginato di sodio NaC6H7O6 è formato da lunghe catene col sodio posto ai lati, il cloruro di calcio CaCl2 sostituisce il sodio con il calcio consentendo l'unione in una doppia catena e creando una pellicola che racchiude le sfere